# Offspring Entertainment
Offspring Entertainment è una casa di produzione cinematografica di proprietà di Adam Shankman e di sua sorella Jennifer Gibgot.

## Filmografia
- 17 Again - Ritorno al liceo (2009) (con New Line Cinema) - Matthew Perry, Zac Efron, and Leslie Mann
- Racconti incantati (2008) (con Walt Disney Pictures) - Adam Sandler
- Step Up 2 - La strada per il successo (2008) (con Touchstone Pictures) - Will Kemp
- Premonition (2007) (con TriStar Pictures e MGM) - Sandra Bullock